# Valerija Savinych
Valerija Dmitrievna Savinych (Russisch: Валерия Дмитриевна Савиных) (Sverdlovsk, 20 februari 1991) is een tennisspeelster uit Rusland.
Op vijfjarige leeftijd begon zij met tennis. Haar favoriete ondergrond is hardcourt. Zij speelt rechtshandig en heeft een tweehandige backhand. Haar eerste ITF-toernooi speelde zij in 2007. In 2008 won zij tweemaal een ITF-toernooi in het dubbelspel.

## Loopbaan

### Enkelspel
Savinych debuteerde in 2007 op het ITF-toernooi van Gardone Val Trompia (Italië). Zij stond in 2008 voor het eerst in een finale, op het ITF-toernooi van Rabat (Marokko) – zij verloor van de Italiaanse Lisa Sabino. In 2011 veroverde Savinych haar eerste enkelspeltitel, op het ITF-toernooi van Johannesburg (Zuid-Afrika), door de Tsjechische Petra Cetkovská te verslaan. Tot op heden(januari 2018) won zij 4 ITF-titels, de meest recente in 2017 in Artvin (Turkije).
In 2011 speelde Savinych voor het eerst op een WTA-hoofdtoernooi, op het toernooi van Bakoe. Zij stond nog niet in een WTA-enkelspelfinale. Haar beste resultaat op de WTA-toernooien is het bereiken van de kwartfinale, op het WTA-toernooi van Tasjkent 2011.
Haar beste resultaat op de grandslamtoernooien is het bereiken van de derde ronde, op het Australian Open 2013, waarin zij het hoofd moest buigen voor de Belgische Kirsten Flipkens. Haar hoogste notering op de WTA-ranglijst is de 99e plaats, die zij bereikte in april 2012.

### Dubbelspel
Savinych behaalde in het dubbelspel betere resultaten dan in het enkelspel. Zij debuteerde in 2007 op het ITF-toernooi van Gardone Val Trompia (Italië) samen met de Italiaanse Anastasia Grymalska. Zij bereikte meteen de finale, die zij verloren van het duo Alice Balducci en Kildine Chevalier. In 2008 veroverde Savinych haar eerste titel, op het ITF-toernooi van Prokuplje (Servië), samen met de Servische Ljubica Avramović, door het duo Zorica Petrov en Anja Prislan te verslaan. Tot op heden(januari 2018) won zij achttien ITF-titels, de meest recente in 2014 in Gatineau (Canada).
In 2011 speelde Savinych voor het eerst op een WTA-hoofdtoernooi, op het toernooi van Båstad, samen met Française Séverine Beltrame. Zij bereikten er de tweede ronde. Zij stond in 2013 voor het eerst in een WTA-finale, op het toernooi van Florianópolis, samen met de Britse Anne Keothavong – zij verloren van het koppel Anabel Medina Garrigues en Jaroslava Sjvedova. In 2017 veroverde Savinych haar eerste WTA-titel, op het toernooi van Limoges, samen met de Belgische Maryna Zanevska, door het Franse koppel Chloé Paquet en Pauline Parmentier te verslaan.
Haar enige deelname op de grandslamtoernooien bracht haar tot de tweede ronde, op Wimbledon 2012. Haar hoogste notering op de WTA-ranglijst is de 98e plaats, die zij bereikte in november 2017.

## Posities op deWTA-ranglijst
Positie per einde seizoen:
| jaar | rang enkelspel | rang dubbelspel |
| ---- | -------------- | --------------- |
| 2007 | 1076           | –               |
| 2008 | 540            | 490             |
| 2009 | 292            | 187             |
| 2010 | 219            | 221             |
| 2011 | 133            | 115             |
| 2012 | 145            | 160             |
| 2013 | 223            | 172             |
| 2014 | 326            | 267             |
| 2015 | 527            | 467             |
| 2016 | 449            | 364             |
| 2017 | 274            | 125             |

## Palmares
| Legenda                 |
| ----------------------- |
| Grandslamtoernooi       |
| Olympische Spelen       |
| Year-End Championships  |
| Premier Mandatory       |
| Premier Five / WTA 1000 |
| Premier / WTA 500       |
| International / WTA 250 |
| Challenger / WTA 125    |

### WTA-finaleplaatsen enkelspel
geen

### WTA-finaleplaatsen vrouwendubbelspel
| nr.              | finale     | toernooi              | ondergrond    | partner          | tegenstandsters                            | score            |         |
| ---------------- | ---------- | --------------------- | ------------- | ---------------- | ------------------------------------------ | ---------------- | ------- |
| gewonnen finales |            |                       |               |                  |                                            |                  |         |
| 1.               | 2017-11-12 | WTA Limoges           | hardcourt (i) | Maryna Zanevska  | Chloé Paquet Pauline Parmentier            | 6-0, 6-2         | details |
| verloren finales |            |                       |               |                  |                                            |                  |         |
| 1.               | 2013-03-02 | WTA Florianópolis     | hardcourt     | Anne Keothavong  | Jaroslava Sjvedova Anabel Medina Garrigues | 0-6, 4-6         | details |
| 2.               | 2019-09-15 | WTA Japan (Hiroshima) | hardcourt     | Christina McHale | Misaki Doi Nao Hibino                      | 6-3, 4-6, [4-10] | details |

## Resultaten grandslamtoernooien
| Legenda | Legenda                          |
| ------- | -------------------------------- |
| g.t.    | geen toernooi gehouden           |
| l.c.    | lagere categorie                 |
| –       | niet deelgenomen                 |
| G       | uitgeschakeld in de groepsfase   |
| 1R      | uitgeschakeld in de eerste ronde |
| 2R      | uitgeschakeld in de tweede ronde |
| 3R      | uitgeschakeld in de derde ronde  |
| 4R      | uitgeschakeld in de vierde ronde |
| KF      | uitgeschakeld in de kwartfinale  |
| HF      | uitgeschakeld in de halve finale |
| F       | de finale verloren               |
| W       | het toernooi gewonnen            |
| w-v     | winst/verlies-balans             |

### Enkelspel
| Toernooi        | 2012 | 2013 | w-v |
| --------------- | ---- | ---- | --- |
| Australian Open | 1R   | 3R   | 2-2 |
| Roland Garros   | –    | –    | 0-0 |
| Wimbledon       | –    | –    | 0-0 |
| US Open         | –    | –    | 0-0 |

### Vrouwendubbelspel
| Toernooi        | 2012 | w-v |
| --------------- | ---- | --- |
| Australian Open | –    | 0-0 |
| Roland Garros   | –    | 0-0 |
| Wimbledon       | 2R   | 1-1 |
| US Open         | –    | 0-0 |